# 澳门伊斯兰清真寺及坟场

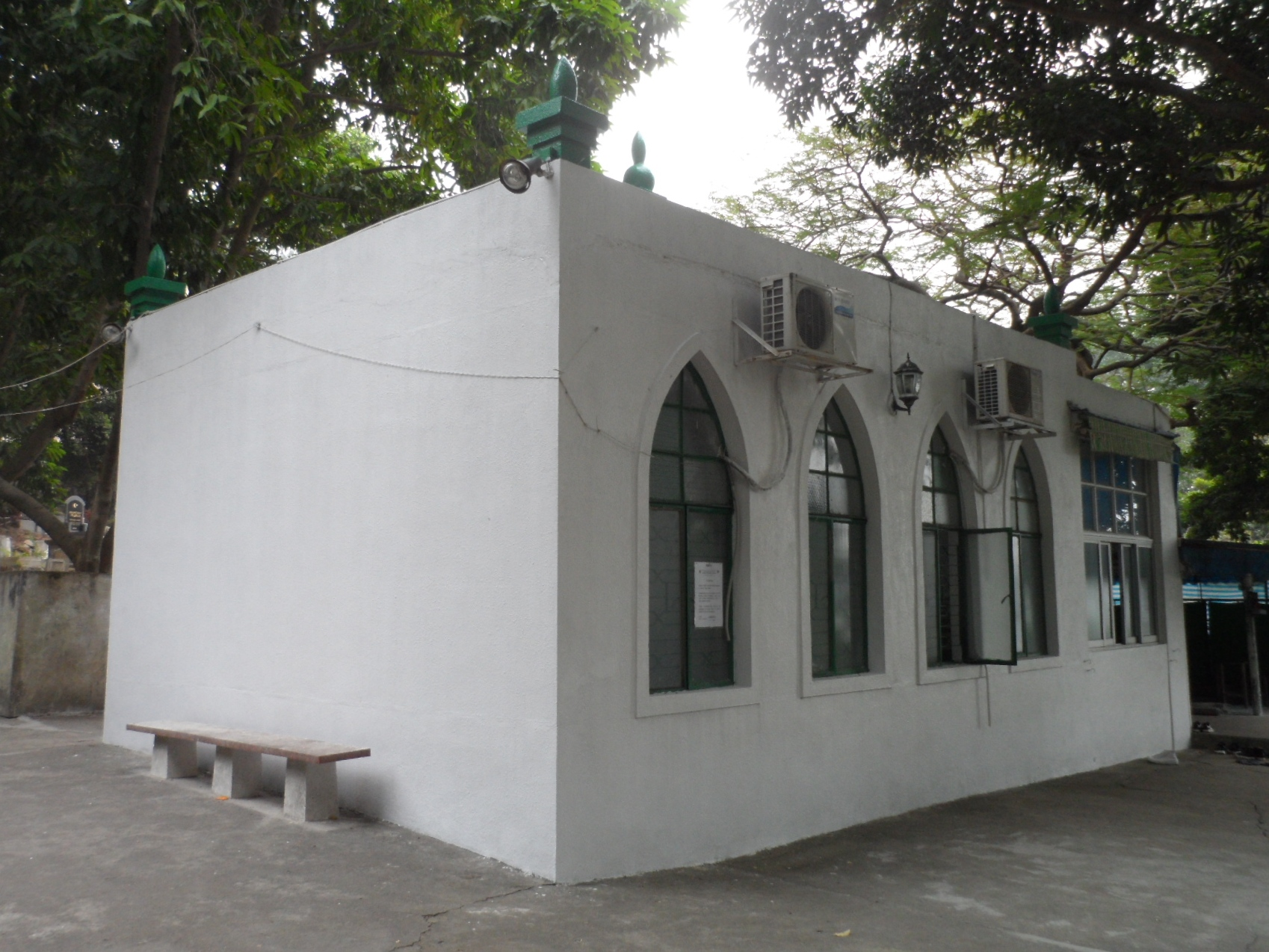
澳门清真寺

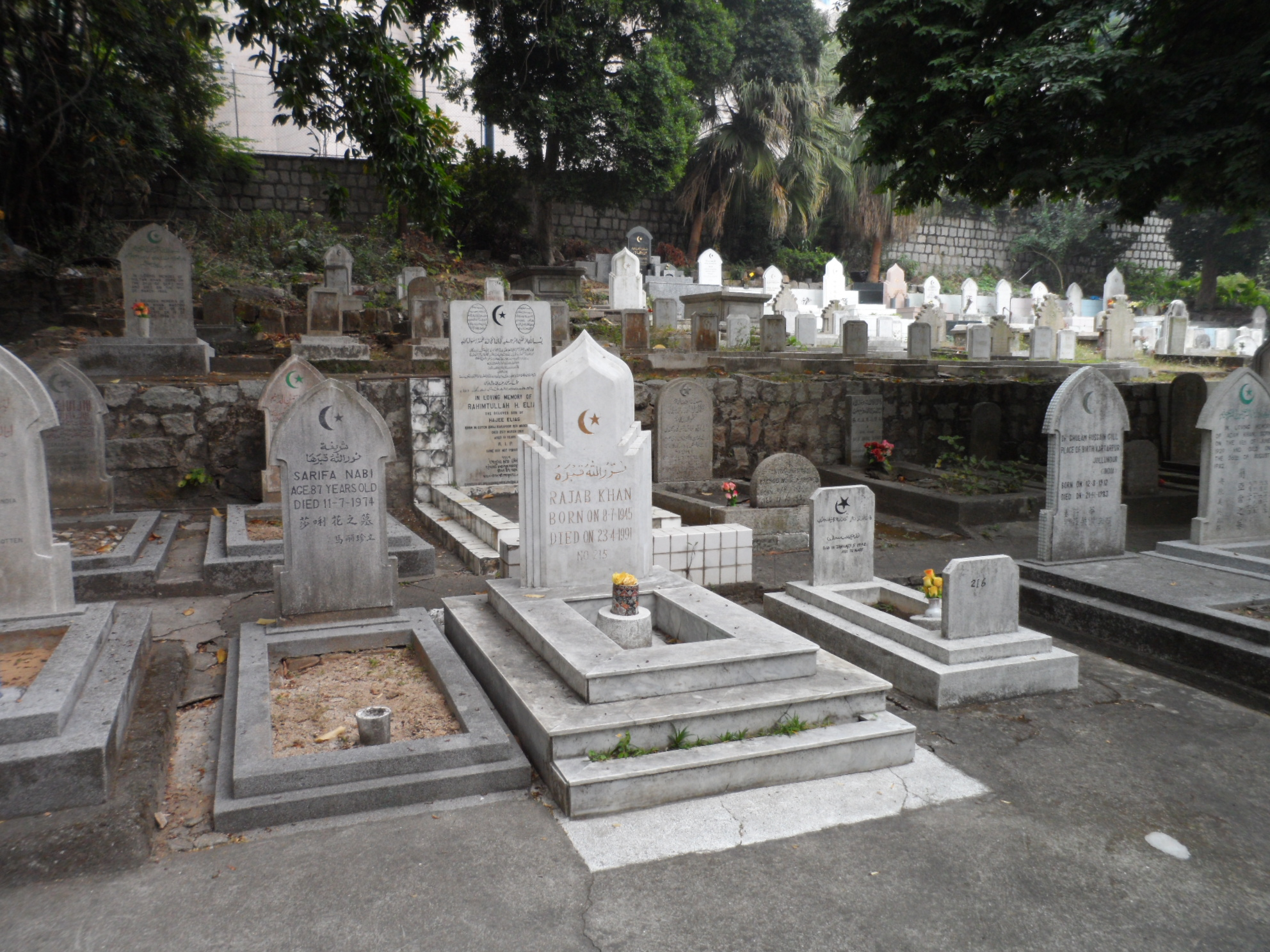
澳门穆斯林坟场

澳门伊斯兰清真寺及坟场（葡萄牙語：Mesquita e Cemitério de Macau，英語：Macau Mosque and Cemetery），俗稱「嚤囉園」，位於澳门花地玛堂区，是澳門唯一的清真寺和伊斯兰教坟场。

## 历史
16世紀澳門開埠、成為葡萄牙殖民地以後，來自東南亞、阿拉伯地區的穆斯林商人前來經商，而來自葡屬印度等地的葡軍士兵當中亦有不少為穆斯林。在此背景下，全澳門唯一的清真寺和伊斯兰教坟场於1774年建成。
1996年，澳门伊斯兰会向澳門政府提交了一份清真寺的重新发展计划，但未获批准。为了容纳日漸增長的澳门穆斯林，澳门伊斯兰会於2006年向當局申请批准在现有清真寺建筑的毗邻地区新建一座更大的清真寺，並在2007年後半年开始重建。但至2019年，新清真寺仍未動工。
未来，计划中的新清真寺的规格將為原有的两倍，會是一间总占地1,881平方米，高50米，可容纳逾600名礼拜者的现代化清真寺。一间伊斯兰中心、清真餐馆、30个房间的酒店和教室和127米高38层的居住建筑物也将被興建。
在新冠肺炎大流行期间，澳门政府下令关闭清真寺一个月。

## 建筑
澳门伊斯兰清真寺及坟场由澳门清真寺及其延伸地区、澳门穆斯林坟场、澳门伊斯兰会总部、沐浴处、羽毛球场和操场组成。澳门清真寺占地约6.5米闊12米長，可容納约100位礼拜者。入口大门是在1973年6月26日由哈利迈·本蒂·谢赫所捐献，以纪念亚当·谢赫。

## 活动

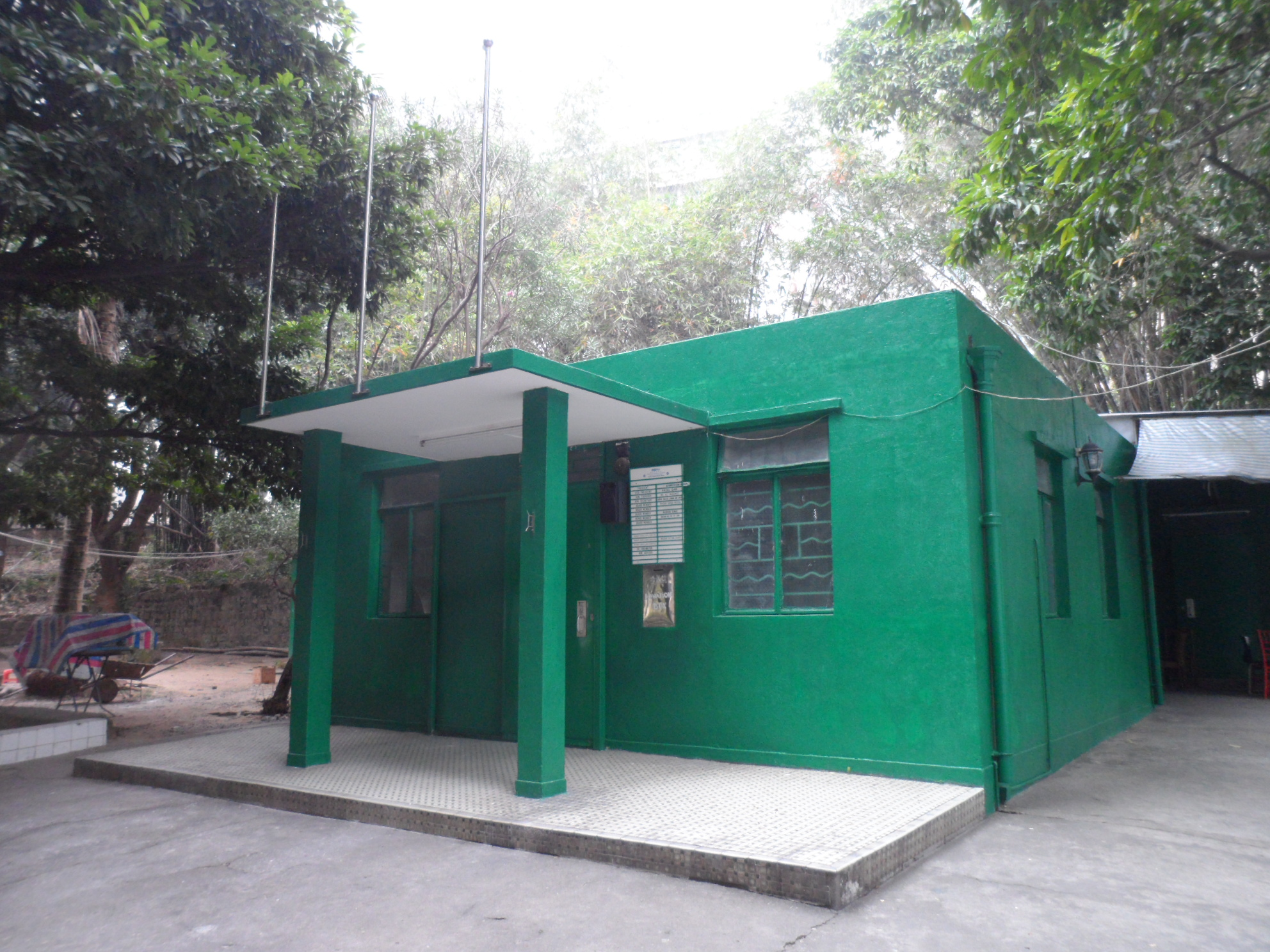
澳门伊斯兰会总部

澳门伊斯兰会总部位於澳门清真寺之內，負責管理清真寺的日常运营。該会於1935年创建于葡屬澳門。本会由香港伊斯蘭聯會在香港提供财政资助。
不少穆斯林因工作繁忙而选择在休假的周日或婚礼、大型伊斯兰节庆（如古尔邦节）等场合拜访清真寺。清真寺有阅读《古兰经》或伊斯兰学习活动。古尔邦节期间，穆斯林祭献并在澳门屠宰场宰杀奶牛。

## 交通
日后，澳门清真寺及坟场将由澳门轻轨的北区站提供服务。然而，澳门轻轨澳门线项目已被搁置。